# Adam (scultore austriaco)
Adam (fl. XVI secolo) è stato uno scultore austriaco.

## Biografia
Attivo a Vipiteno, nel Tirolo del Sud, scolpì nel 1523 la tomba del conte Wilhelm von Wolkenstein.